# Vlijmen en Engelen
Pour les articles homonymes, voir Engelen et Vlijmen (homonymie).
 (octobre 2018).
Si vous disposez d'ouvrages ou d'articles de référence ou si vous connaissez des sites web de qualité traitant du thème abordé ici, merci de compléter l'article en donnant les références utiles à sa vérifiabilité et en les liant à la section « Notes et références ».
Vlijmen en Engelen est une ancienne commune néerlandaise de la province du Brabant-Septentrional, qui a existé de 1810 à 1821.
Créée en 1810 par la fusion de Vlijmen et d'Engelen, la commune a été supprimée dès 1821, et les deux communes de Vlijmen et Engelen sont redevenues indépendantes.
De nos jours, Vlijmen fait partie de la commune de Heusden, et Engelen de la commune de Bois-le-Duc.